# Stazione di Dachau
La stazione di Dachau (in tedesco Dachau Bahnhof) è la principale stazione ferroviaria della città tedesca di Dachau per le linee dei treni suburbani di Monaco di Baviera, la S-Bahn di Monaco di Baviera, della DB Netz.

## Storia

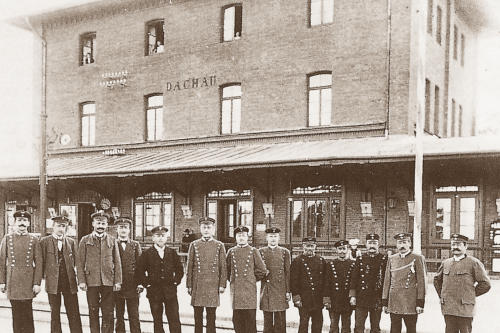
La stazione di Dachau nel 1868

La linea Monaco - Ingolstadt fu costruita tra il 1864 e il 1868 e la stazione venne inaugurata il 14 novembre 1867. La stazione era dotata di una piattaforma girevole a cui si accedeva da tre binari di carico, un binario di attraversamento e un binario che portava al capannone per le merci. Oltre all'edificio principale per l'accesso e i servizi viaggiatori nella stazione c'era una stazione dell'acqua che è ancora attiva, anche se parte della struttura è stata demolita. Nel 1884 furono aggiunti altri binari binari e l'edificio principale fu ampliato nel 1887 e nel 1895. Nel 1891 fu posata una seconda linea ferroviaria principale e nel 1904 fu costruito il sottopasso stradale. L'8 luglio 1912 entrò in funzione la ferrovia locale per Altomünster. Quando la linea fu aperta, la stazione fu ribattezzata Dachau Bahnhof perché la fermata Dachau Stadt fu trasferita sulla nuova linea. Nel 1939 iniziò l'ampliamento della S-Bahn da Monaco a Dachau. Nel 1960 i binari della stazione furono elettrificati. Nel 1972, le Ferrovie Federali ampliarono la stazione per le operazioni della S-Bahn, aggiungendo due nuovi binari. Dal 1976 in poi furono interrotti il trasporto di merci generali e nel 1980 la movimentazione delle merci. Nel 1998 sono stati ristrutturati la stazione e il piazzale antistante.

### Collegamento col campo di concentramento
Poco dopo l'apertura del campo di concentramento venne realizzato il raccordo che portava dalla stazione ferroviaria al campo. Le Schutzstaffel a volte trasportavano i prigionieri sul luogo di prigionia su vagoni merci. I prigionieri passavano attraverso l'ingresso occidentale del campo e raggiungevano la zona delle baracche. Il raccordo è stato rimosso solo nel 1984 ed è stata conservata una piccola parte dei binari. Il Tabellone 4 del Sentiero della Memoria segnala questo punto.

## Descrizione
La stazione di Dachau è servita dalla S-Bahn per le località di Monaco, Altomünster e Petershausen. Vi sono poi servizi regionali in direzione Ingolstadt e anche per la linea ad alta velocità. Nel piazzale sono presenti le fermate dei mezzi pubblici urbani.